# 大谷籌子

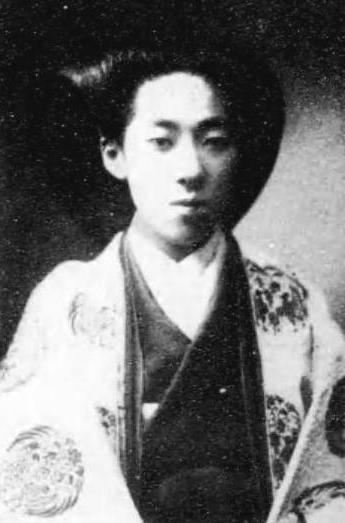
大谷籌子

大谷 籌子（おおたに かずこ、1882年〈明治15年〉11月5日 - 1911年〈明治44年〉1月27日）は西本願寺法主・大谷光瑞の妻（西本願寺裏方）であり、女性組織仏教婦人会などで活躍、女子高等教育の必要性をとき、九条武子とともに京都女子大学設立の推進者となった人である。

## 来歴
1882年（明治15年）九条道孝の三女として生まれる。妹は、大正天皇の后である貞明皇后（九条節子）である。11歳のとき大谷光瑞（当時17歳）と婚約し、西本願寺に住むこととなる。光端の妹、大谷武子（のち九条武子）とは、そのころより大変仲がよかったといわれている。6年後、17歳で結婚し、西本願寺裏方、および仏教婦人会総裁となる。
1900年、甲斐駒蔵・和里子夫妻が開いた私塾「文中園」（同年「文中女学校に改称）を西本願寺が支援することとなる。1910年、甲斐夫妻が西本願寺・仏教婦人会連合本部より経済援助を受け、矢部善蔵が創立した「京都高等女学校」を買収し、文中女学校を合併すると、仏教婦人会連合本部は、京都高等女学校の経営を甲斐夫妻より委託され、京都高等女学校の経営主体となった。籌子は京都高等女学校の名誉校長となり、経営に尽力したが、翌1911年に30歳で急死した。

## 籌子の活動
1904年、門下の婦人たちに対し、日露戦争下の婦人のあるべき姿を諭した「婦人会取結趣意」「婦人会概則」を発令する。
1907年西本願寺仏教婦人会に連合本部が設置される。本部長に大谷武子が就任し、翌年、東京の「女子文芸学園」（現・武蔵野大学附属千代田高等学院）を支援する。
翌1909年、九条武子とともにロンドンにて英国の女学校を視察する。